# Masuriya
Masuriya (nep. मसुरिया) – gaun wikas samiti w zachodniej części Nepalu w strefie Seti w dystrykcie Kailali. Według nepalskiego spisu powszechnego z 2001 roku liczył on 2398 gospodarstw domowych i 16216 mieszkańców (8025 kobiet i 8191 mężczyzn).